# Salomon Koninck

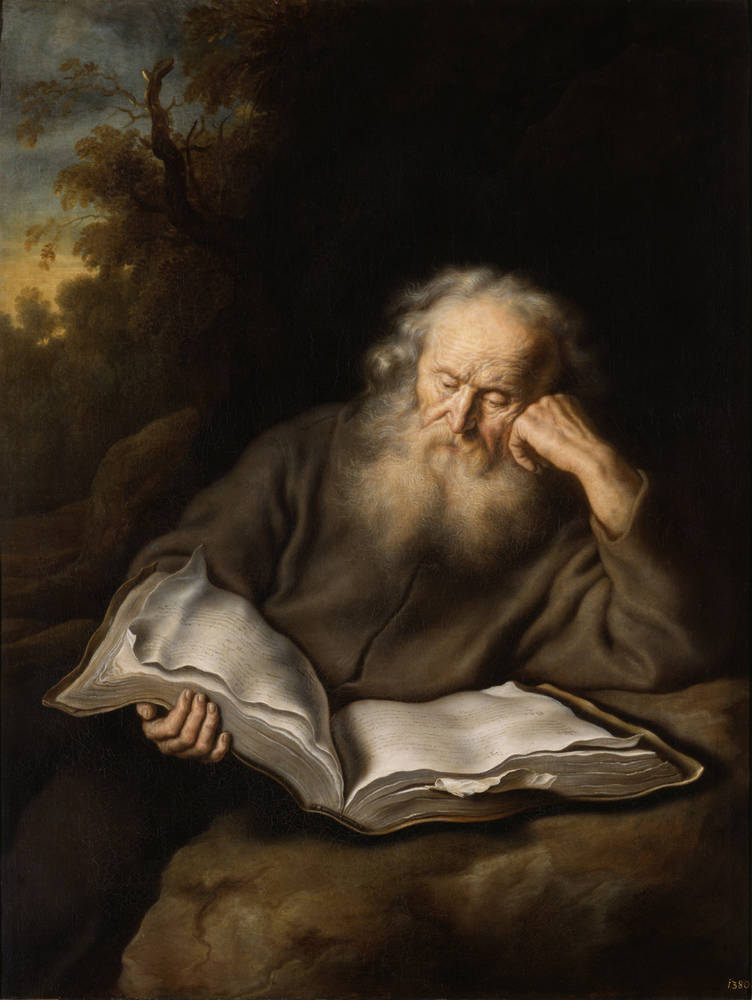
De heremiet

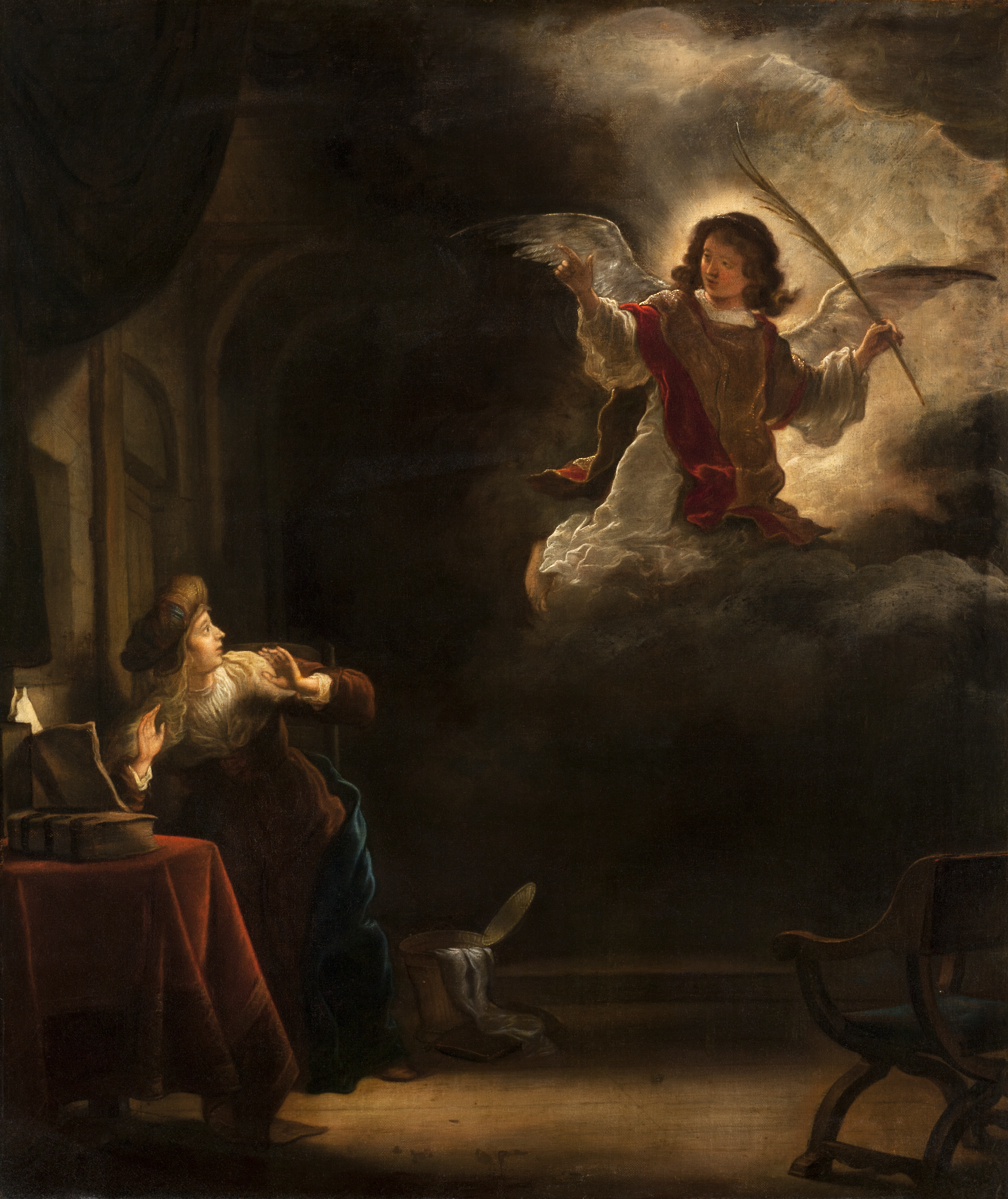
Annunciatie, Hallwyl Museum

Salomon (de) Koninck (Amsterdam, 1609 – aldaar, begraven 8 augustus 1656) was een Nederlands schilder en graveur behorend tot de Hollandse School. Hij schilderde hoofdzakelijk genrestukken en portretten.
Hij was de zoon van een goudsmid, afkomstig uit Antwerpen en een neef van Jacob en Philips Koninck. Salomon was een leerling van  Pieter Lastman, David Colijns, François Venants en Claes Cornelisz. Moeyaert. Hij was sinds 1630 lid van het Sint-Lucasgilde. Hij bevond zich voortdurend in de omgeving van Rembrandt en in de academie van Hendrick van Uylenburgh. Maakte veel kopieën van composities van Rembrandt. Bekende werken zijn de filosoof en de goudweger. Zijn schilderijen vallen op door een warm coloriet. Hij was getrouwd met een dochter van Adriaen van Nieulandt en later met een zus van Anthonie Verstraelen.
- Biblioteca Nacional de España: XX1549749
- Bibliothèque nationale de France: cb14904109m (data)
- Biografisch Portaal: 39232634
- Digitale Bibliotheek voor de Nederlandse Letteren: koni082
- Gemeinsame Normdatei: 121749584
- International Standard Name Identifier: 0000 0001 0906 5976
- KulturNav: 676642fe-668d-4a6d-890b-b7225a0b006b
- Library of Congress Control Number: nr2001021740
- Nationale Bibliotheek van Polen: a0000003641515
- Nederlandse Thesaurus van Auteursnamen: 101407149
- RKD-Nederlands Instituut voor Kunstgeschiedenis: 45591
- Union List of Artist Names: 500027532
- Virtual International Authority File: 59948002